# تامی لوری
تامی لوری (انگلیسی: Tommy Lowry; ۲۶ اوت ۱۹۴۵ – ۲۲ اوت ۲۰۱۵) بازیکن فوتبال اهل بریتانیا بود.
از باشگاه‌هایی که در آن بازی کرده‌است می‌توان به باشگاه فوتبال لیورپول و باشگاه فوتبال کرو آلکساندرا اشاره کرد.